# Championnat de Guinée-Bissau de football 2019-2020
Navigation
Édition précédente Édition suivante
La saison 2019-2020 du Championnat de Guinée-Bissau de football est la quarante-et-unième édition de la Primeira Divisião, le championnat de première division en Guinée-Bissau. Les quatorze meilleures équipes du pays se retrouvent au sein d'une poule unique où elles s'affrontent à deux reprises. En fin de saison, les deux derniers du classement sont relégués et remplacés par les deux premiers de Segunda Divisião. 
L' UDI Bissau est le tenant du titre.

## Déroulement de la saison
Le championnat débute le 29 novembre 2019, après la fin des matchs aller, le 19 mars 2020, il est arrêté à cause de la pandémie de Covid-19, il sera ensuite abandonné.

## Les clubs participants
- Sporting Clube de Bafatá
- Sporting Clube de Bissau
- Sport Portos de Bissau
- Sport Bissau e Benfica
- Nuno Tristão Futebol Clube
- FC Pelundo
- FC Sonaco  - Promu de D2
- União Desportiva Internacional de Bissau
- FC Canchungo  - Promu de D2
- Desportivo de Gabú
- Flamengo Futebol Clube
- Cuntum Futebol Clube
- Atlético Clube de Bissorã
- Clube de Futebol "Os Balantas"

## Compétition

### Classement
Le classement est établi sur le barème de points suivant : victoire à 3 points, match nul à 1, défaite à 0.
| Rang | Équipe                     | Pts | J  | G | N | P | Bp | Bc | Diff |
| ---- | -------------------------- | --- | -- | - | - | - | -- | -- | ---- |
| 1    | FC Canchungo P             | 28  | 13 | 8 | 4 | 1 | 22 | 11 | +11  |
| 2    | Sporting Clube de Bissau   | 22  | 13 | 6 | 4 | 3 | 25 | 13 | +12  |
| 3    | Cuntum Futebol Clube       | 22  | 13 | 6 | 4 | 3 | 16 | 10 | +6   |
| 4    | Sport Bissau e Benfica     | 22  | 13 | 6 | 4 | 3 | 19 | 14 | +5   |
| 5    | FC Pelundo                 | 21  | 13 | 6 | 3 | 4 | 9  | 11 | -2   |
| 6    | Sport Portos de Bissau     | 18  | 13 | 5 | 3 | 5 | 13 | 14 | -1   |
| 7    | Sporting Clube de Bafatá   | 17  | 13 | 4 | 5 | 4 | 13 | 17 | -4   |
| 8    | Flamengo Futebol Clube     | 16  | 13 | 4 | 4 | 5 | 10 | 12 | -2   |
| 9    | FC Sonaco P                | 16  | 13 | 4 | 4 | 5 | 8  | 12 | -4   |
| 10   | UDI Bissau T               | 15  | 13 | 3 | 6 | 4 | 12 | 10 | +2   |
| 11   | Desportivo de Gabú         | 14  | 13 | 3 | 5 | 5 | 10 | 12 | -2   |
| 12   | Nuno Tristão Futebol Clube | 12  | 13 | 2 | 6 | 5 | 14 | 18 | -4   |
| 13   | CF Os Balantas             | 12  | 13 | 3 | 3 | 7 | 11 | 17 | -6   |
| 14   | Atlético Clube de Bissorã  | 8   | 13 | 1 | 5 | 7 | 8  | 19 | -11  |

|  | T : Tenant du titre P : Promu de deuxième division |

## Bilan de la saison
Aucun titre ne sera décerné, aucun club ne participe à une compétition continentale en 2020-21.